# Contea di York (Nebraska)
La contea di York (in inglese York County) è una contea dello Stato del Nebraska, negli Stati Uniti. La popolazione al censimento del 2000 era di 14 598 abitanti. Il capoluogo di contea è York.